# Michał Górski (narciarz)

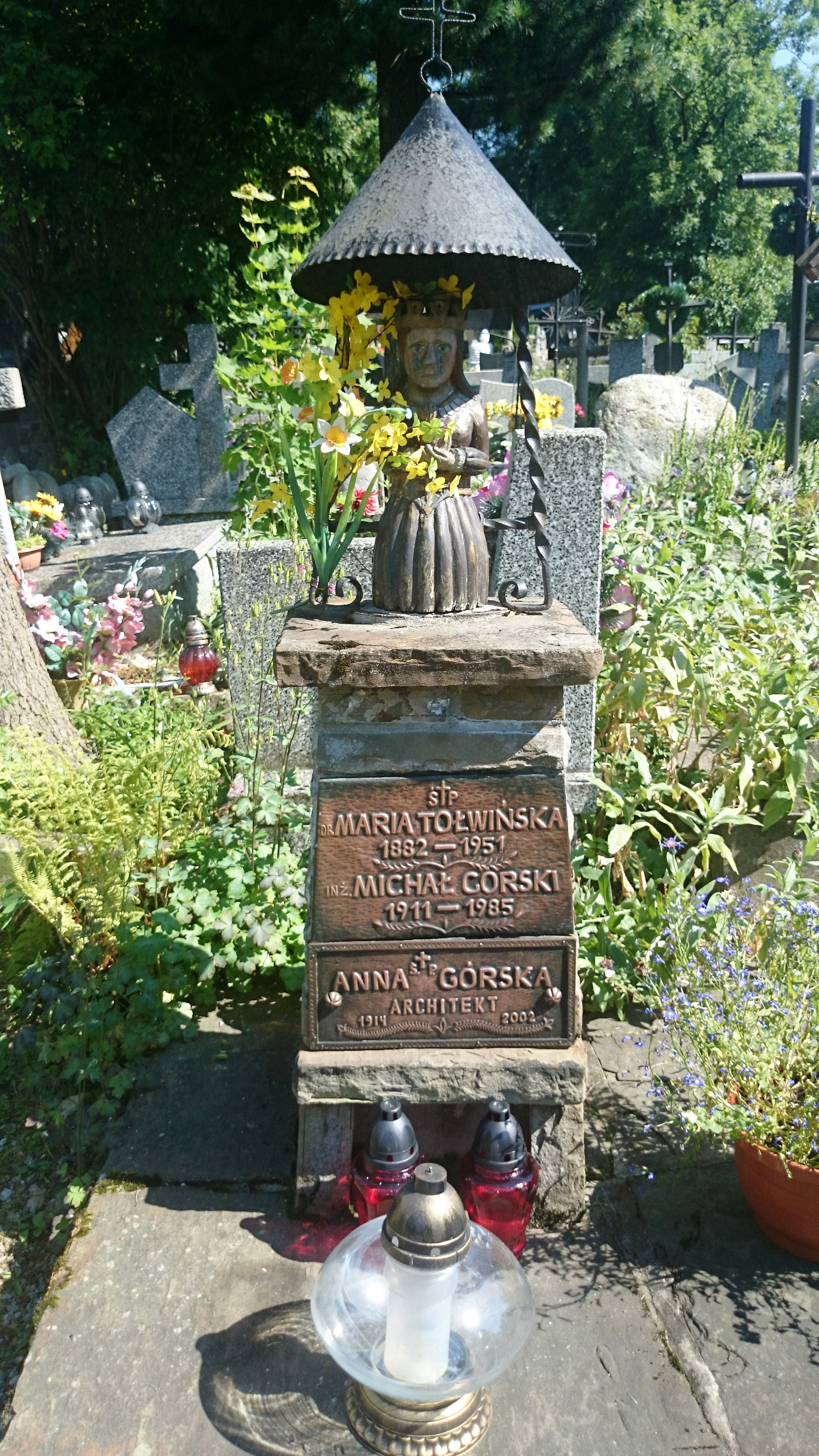
Grób Michała Górskiego, jego żony Anny i jej matki, na Nowym Cmentarzu w Zakopanem

Michał Jan Górski (ur. 15 września 1911 w Zakopanem, zm. 19 marca 1985 tamże) – polski biegacz narciarski, uczestnik Zimowych Igrzysk Olimpijskich w 1936 w Garmisch-Partenkirchen. Z zawodu inżynier architekt.

## Życiorys

### Wczesne lata
Urodził się 15 września 1911 w Zakopanem jako syn Michała i Anieli Galicy. W Zakopanem ukończył szkołę podstawową i średnią. W latach 1934–1935 odbywał służbę wojskową. Do 1939 był słuchaczem Wyższej Szkoły Budownictwa. Przed wybuchem wojny pracował w fabryce papieru i celulozy Żyrardowie.

### Kariera sportowa
Narciarstwo zaczął uprawiać w trakcie nauki szkolnej. Specjalizował się w kombinacji klasycznej. Reprezentował barwy Wisły Kraków oddział Zakopane. W 1934 został mistrzem Polski w biegu sztafetowym 5x10 km. W 1935 został mistrzem Polski w sztafecie 4 × 10 km, biegu na 18 km oraz wicemistrzem w kombinacji klasycznej. W latach 1937–1938 był wicemistrzem w biegu sztafetowym 4 × 10 km. W 1936 roku był członkiem Polskiej sztafety 4 × 10 km w biegach narciarskich na Olimpiadzie w Garmisch-Partenkirchen – zespół ukończył konkurencję na 7. pozycji. Wystartował też w biegu na 18 km, który ukończył na 22. pozycji. W 1939 był uczestnikiem akademickich mistrzostw świata w Trondheim zajmując 8. miejsce w biegu na 18 km 7 w skokach narciarskich i 9 w kombinacji klastycznej.

### Wojna i dalsze losy
We wrześniu 1939 nie zdążył się zmobilizować. W latach 1940–1944 pracował jako technik budowlany w administracji miasta. W 1944 został aresztowany skierowany do obozu pracy w Nowym Sączu. Po wojnie do 1949 pracował przy odbudowie Warszawy na kierowniczych stanowiskach. W 1948 był uczestnikiem wystawy Ziem Odzyskanych we Wrocławiu, a także stoiska polskiego na kongresie Organizacji Narodów Zjednoczonych w Paryżu. W 1949 powrócił do Zakopanego gdzie według M. Pinkwarta i J. Zdebskiego zorganizował Miejskie Przedsiębiorstwo Budowlane. Nadzorował budowy i remonty takich schronisk jak: Hala Ornak, Hala Gąsienicowa oraz schronisk w Dolinie Pięciu Stawów Polskich. W latach pięćdziesiątych pracował przy tworzeniu tras narciarskich w Beskidach i kolei krzesełkowej na Skrzyczne w Szczyrku. W 1957 został zatrudniony w Centralnym Ośrodku Sportowym w Zakopanem, kierował budowami hotelu sportowego „Zakopane”, pierwszej kolei krzesełkowej na Nosalu, boisk sportowych i toru łyżwiarskiego, przebudowy skoczni narciarskiej. Zmarł 19 marca 1985 w Zakopanem. Po śmierci został pochowany na Nowym Cmentarzu w Zakopanem (kw. K3-12-10).

## Prywatnie
W 1942 roku ożenił się z Anną Tołwińską, architektką, po wojnie m.in. projektantką schronisk górskich. Mieli jedyną córkę Ewę Górską-Schumacher.